# Miss France 1992
Miss France 1992 est la 62e élection de Miss France. Linda Hardy, Miss Pays de Loire 1991 remporte le titre et succède à Maréva Georges, Miss France 1991.

## Déroulement
Premier tour

Ordre d'annonce des 12 demi-finalistes

.Miss Paris

.Miss Côte d’Azur

.Miss Réunion

.Miss Anjou

.Miss Pays de Loire

.Miss Littoral-Nord

.Miss Lorraine 

.Miss Alsace

.Miss Corse

.Miss Saint-Étienne Pays du Forez

.Miss Côte Basque

.Miss Savoie

## Jury
- Président du jury : Claude Smet Directeur de la promotion de Télé 7 Jours
- Cécile Nowak  :  ancienne  judokate
- Alain Mimoun :  athlète
- Daniel Lauclair : journaliste
- Nathalie Marquay : Miss France 1987
- Vincent Perrot  : animateur  radio
- Bernard Darniche : pilote
- Sim : acteur, humoriste
- Emmanuel Pinda : champion du monde de karaté
- Jean Barthet : modiste

## Classement final
| Résultat         | Candidate                 | Région                           |
| ---------------- | ------------------------- | -------------------------------- |
| Miss France 1992 | Linda Hardy               | Miss Pays de Loire               |
| 1re dauphine     | Isabelle Vitry            | Miss Savoie                      |
| 2e dauphine      | Bénédicte Delmas          | Miss Côte Basque                 |
| 3e dauphine      | Anne Jandera              | Miss Alsace                      |
| 4e dauphine      | Valérie Chouvet           | Miss Saint-Etienne-Pays-du-Forez |
| Top 12           | Marie-Christine Prudhomme | Miss Paris                       |
| Top 12           | Sonia Bafour              | Miss Anjou                       |
| Top 12           | Brigitte Adam             | Miss Réunion                     |
| Top 12           | Marjorie Eloy             | Miss Littoral-Nord               |
| Top 12           | Marie-Pierre Raffaelli    | Miss Corse                       |
| Top 12           | Marie Torrente            | Miss Côte d'Azur                 |
| Top 12           | Betty Pierre              | Miss Lorraine                    |

## Candidates
| Région                           | Nom                       |
| -------------------------------- | ------------------------- |
| Miss Alsace                      | Anne Jandera              |
| Miss Anjou                       | Sonia Bafour              |
| Miss Aquitaine                   | Nathalie Dubois           |
| Miss Artois                      | Magalie Ratajczak         |
| Miss Auvergne                    | Carine Claverolles        |
| Miss Bretagne                    | Patricia Mouazé           |
| Miss Camargue                    | Laure Dethon              |
| Miss Centre-Ouest                | Agnès Fradet              |
| Miss Charentes                   | Lynda Pinson              |
| Miss Corse                       | Marie-Pierre Raffaelli    |
| Miss Côte d'Azur                 | Marie Torrente            |
| Miss Côte Basque                 | Bénédicte Delmas          |
| Miss Côte Bleue                  | Annabel Trapani           |
| Miss Côte d'Opale                | Amélie Lefevere           |
| Miss Franche-Comté               | Sylvie Pentecôte-Coton    |
| Miss Gascogne                    | Christine Beau            |
| Miss Guadeloupe                  | Sylvana Garnier           |
| Miss Île-de-France               | Nathalie Mars             |
| Miss Jura                        | Isabelle Barbier          |
| Miss Languedoc                   | Stéphanie Santa           |
| Miss Limousin                    | Myriam Magron             |
| Miss Littoral-Nord               | Marjorie Eloy             |
| Miss Littoral-Sud                | Lucile Viguier            |
| Miss Lorraine                    | Betty Pierre              |
| Miss Lyon                        | Stéphanie Serrano         |
| Miss Martinique                  | Sandrine Jox              |
| Miss Midi-Pyrénées               | Catherine Bourlier        |
| Miss Normandie                   | Célia Coustic             |
| Miss Paris                       | Marie-Christine Prudhomme |
| Miss Pays d'Ain                  | Stéphanie Vallée          |
| Miss Pays de Loire               | Linda Hardy               |
| Miss Périgord                    | Laurence Bazin            |
| Miss Picardie                    | Sophie Blondelle-Bourez   |
| Miss Provence                    | Barbara Ghigi             |
| Miss Quercy                      | Florence Vidal            |
| Miss Réunion                     | Brigitte Adam             |
| Miss Rhône-Alpes                 | Sabine Alotte             |
| Miss Rouergue                    | Sarah Fortier             |
| Miss Saint-Étienne-Pays-du-Forez | Valérie Chouvet           |
| Miss Savoie                      | Isabelle Vitry            |
| Miss Tahiti                      | Hina Sarciaux             |
| Miss Toulouse                    | Karine Siegel             |